# T.H.E. (The Hardest Ever)
T.H.E. (The Hardest Ever) é uma música de will.i.am com participação de Mick Jagger e Jennifer Lopez. A música foi lançada online no dia 19 de Novembro de 2011, e o clipe foi lançado no dia 12 de Dezembro. A canção foi lançada no iTunes no dia 20 de novembro nas primeiras horas após a sua estréia, que foi no AMA. 

## Videoclipe
O videoclipe foi lançado no dia 12 de Dezembro de 2011, no Google+. Will começa o vídeo publicando alguma coisa no seu celular e pulando, ansioso para alguma coisa. Depois, ele começa a correr e começa a música. Então, é como se ele estivesse dentro de um jogo de Vídeo-game. Depois, anda em uma moto muito rápido tendo que enfrentar um grande muro, é quando ele pula da moto e passa por cima do muro, e, quando cai no chão, estava escrito no muro: HARD (difícil). Depois, ele aparece com um carro e, no DVD do carro, aparece Jennifer Lopez. E ela aparece sucessivamente em vários obstáculos que will tem que passar com o carro de luxo. Depois, começam a aparecer vários cubos gigantes, mais um obstáculo. Logo, will está em um jato, mais parecido como um helicóptero. Depois, ele pula e cai em cima de um trem. Depois, will está de novo no avião, que logo vira um ônibus espacial. Enquanto isso, Jennifer aparece dançando. O ônibus sai da terra e, no espaço, Jennifer aparece dançando entre várias luzes. E, também no espaço, aparece Mick Jagger, até que acaba o vídeo.

## Desempenho
| Parada Musical    | Melhor Posição |
| ----------------- | -------------- |
| Billboard Hot 100 | 36             |
| Hot Digital Songs | 10             |
| Canadian Hot 100  | 16             |